# Линдор, Франсиско
Франсиско Мигель Линдор (исп. Francisco Miguel Lindor, 14 ноября 1993, Кагуас) — пуэрто-риканский бейсболист, шортстоп клуба Главной лиги бейсбола «Нью-Йорк Метс». Обладатель Золотой перчатки 2016 и 2019 годов, награды Сильвер Слаггер 2017 и 2018 годов. Серебряный призёр Мировой бейсбольной классики 2017 года в составе сборной Пуэрто-Рико. Четырёхкратный участник Матча всех звёзд.

## Биография

### Ранние годы
Родился 14 ноября 1993 года в Кагуасе. В возрасте двенадцати лет с отцом, мачехой и младшей сестрой переехал во Флориду, где было больше возможностей получить образование. Позднее, в августе 2011 года, после подписания контракта с «Индианс» перевёз во Флориду свою мать с ещё двумя детьми.
Во Флориде он поступил в старшую школу Монтверде Академи, известную хорошей спортивной программой. После завершения школы Франсиско планировал поступать в Университет штата Флорида, но из-за болезней отца и сестры предпочёл подписать контракт с «Кливлендом», выбравшим его на драфте 2011 года под общим восьмым номером. В 2013 году бейсбольный комплекс школы Монтверде Академи был назван в честь Франсиско Линдора. Также был выведен из обращения № 12, под которым он выступал за школьную команду.

### Профессиональная карьера
В 2011 году Линдор дебютировал в профессиональном бейсболе в составе фарм-клуба «Индианс» «Махонинг Вэлли Скрэперс». Перед стартом чемпионата 2012 года стал вторым среди перспективных новичков на позиции шортстопа по оценкам сайта МЛБ. В том же году вошёл в состав сборной мира на Матч всех звёзд будущего.
В 2013 году Линдор оценивался уже как самый многообещающий юниор в системе «Индианс», особо отмечались его навыки игры в обороне. К 2014 году он дошёл до уровня AAA и в середине сезона попал в состав «Коламбус Клипперс».

### Кливленд Индианс

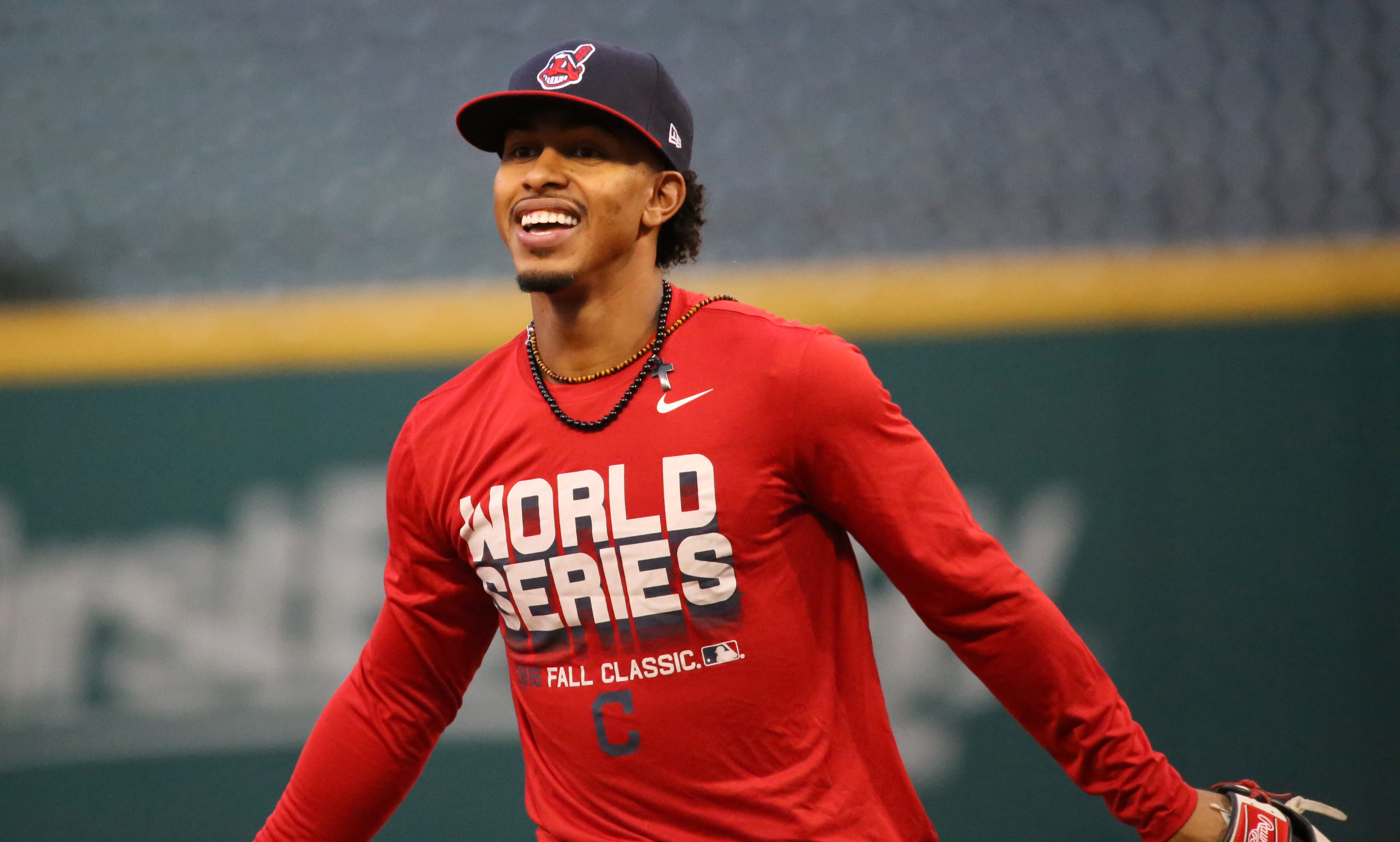
Во время Мировой серии 2016 года.

14 июня 2015 года Линдор был переведён в основной состав «Индианс» и дебютировал в основном составе в игре с «Детройт Тайгерс». По итогам сентября 2015 года он был признан Лучшим новичком месяца в Американской лиге. В голосовании, определяющем Лучшего новичка года, занял второе место после игрока «Хьюстон Астрос» Карлоса Корреа.
В 2016 году провёл за команду 158 игр, в которых отбивал с показателем 30,1 %, выбил 15 хоум-ранов и 78 RBI. В матчах плей-офф выбил 16 хитов, что стало лучшим показателем отбивающих «Индианс» с 1997 года. Кроме того, он стал самым молодым игроком в истории клуба, выбившим шесть хитов в Мировой серии. По итогам сезона Линдор также стал обладателем Золотой перчатки, вручаемой лучшим игрокам МЛБ по игре в защите.
В плей-офф сезона 2017 года в игре против «Нью-Йорк Янкис» стал третьим шортстопом в истории Лиги, выбившим гранд-слэм хоум-ран. После завершения сезона также получил награду Сильвер Слаггер, которая вручается лучшим отбивающим в Лиге.

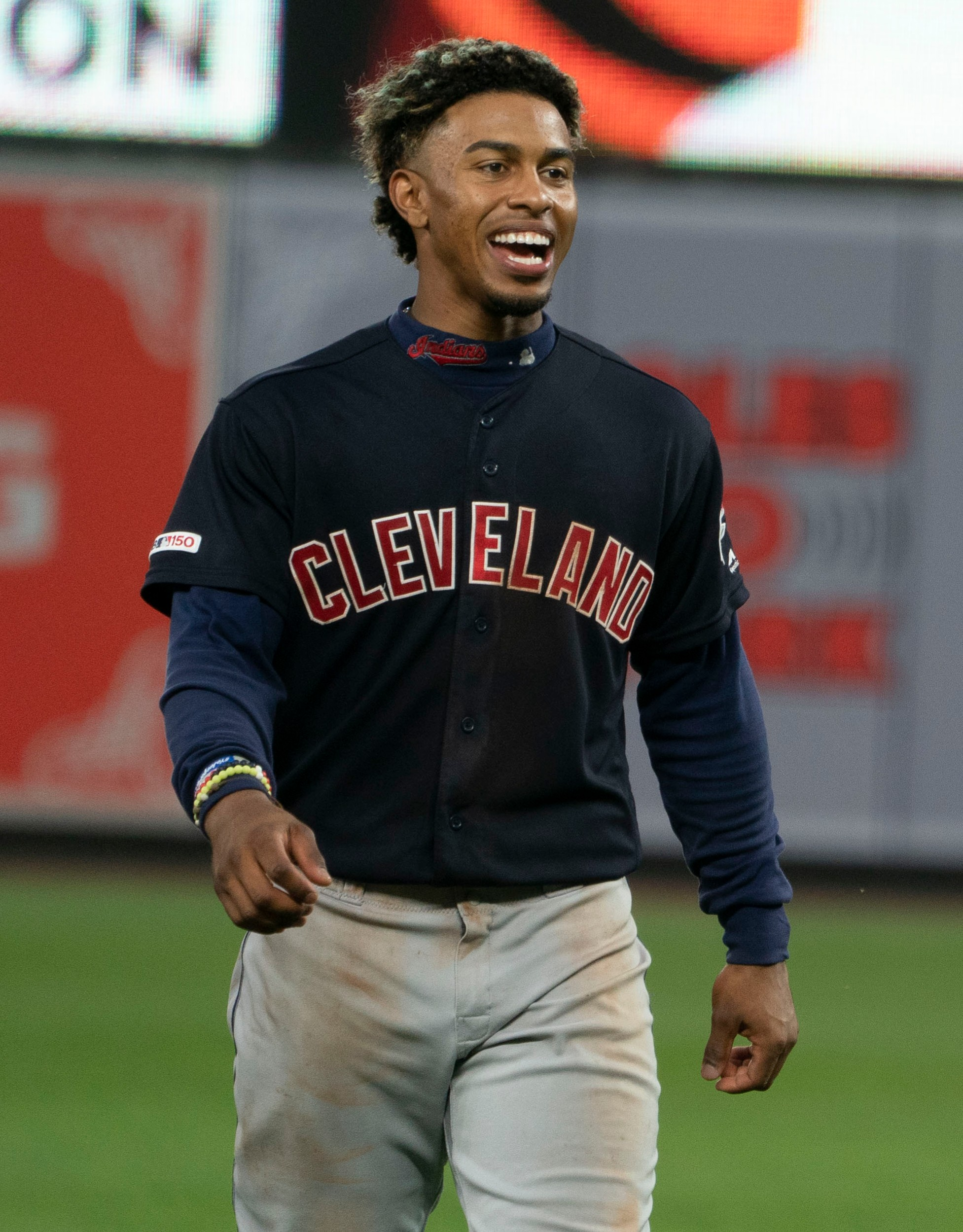
Линдор в составе «Индианс» в 2019 году.

В январе 2018 года Линдор был выбран для изображения на обложке компьютерной игры R.B.I. Baseball 18. В регулярном чемпионате 2018 года Франсиско отбивал с показателем 27,7 %, украл 25 баз и набрал 92 RBI. Он выбил 38 хоум-ранов, установив рекорд клуба для шортстопов. Также в этом сезоне Линдор был приглашён на Матч всех звёзд лиги, в котором сыграл третий раз подряд. По итогам года он вошёл в число претендентов на Золотую перчатку и второй год подряд стал обладателем награды Сильвер Слаггер. В дивизионной серии плей-офф против «Хьюстон Астрос» Франсиско выбил два хоум-рана, но «Индианс» уступили в трёх матчах. Сезон 2019 года он также провёл на высоком уровне, отбивая с эффективностью 28,4 % с 32 хоум-ранами, 74 RBI и 22 украденными базами. Летом он в четвёртый раз подряд сыграл в Матче всех звёзд лиги, а по итогам регулярного чемпионата получил вторую в карьере Золотую перчатку. В январе 2020 года Линдор подписал с «Индианс» новый годичный контракт на сумму 17,5 млн долларов. Сокращённый из-за пандемии COVID-19 сезон 2020 года стал для него худшим в карьере практически по всем основным статистическим показателям. Эффективность игры на бите снизилась до 25,8 %, показатель количества получаемых страйкаутов вырос до 15,4 %. В январе 2021 года «Кливленд» обменял его в «Нью-Йорк Метс».

### Нью-Йорк Метс
Пятнадцатого января Линдор подписал с «Метс» однолетний контракт на сумму 22,3 млн долларов. Сумма соглашения стала четвёртой в истории лиги для годичных контрактов.